# 구글 테이크아웃
구글 테이크아웃(Google Takeout) 또는 다운로드 유어 데이터(Download Your Data)는 유튜브 및 Gmail과 같은 구글 제품 사용자가 데이터를 다운로드 가능한 보관 파일로 내보낼 수 있도록 하는 구글 데이터 해방 전선(Google Data Liberation Front)의 프로젝트이다.

## 사용
사용자는 제공받는 옵션 목록에서 각기 다른 서비스들을 선택할 수 있다. 2016년 3월 24일 기준으로 내보내기가 가능한 서비스는 다음과 같다:
- 구글+ +1, 서클, 페이지 스트림, 게시글
- 구글 크롬 북마크
- 구글 캘린더 예약
- 구글 주소록
- 구글 드라이브 파일
- 구글 핏
- 구글 포토
- 구글 뉴스
- 구글 플레이
- 구글 플레이 콘솔
- 구글 TV
- 구글 플레이 뮤직
- 구글 플레이 게임
- 구글 플레이 북 메타데이터 및 노트
- 구글 그룹스
- 구글 행아웃
- 구글 행아웃 온 에어
- 구글 킵
- 구글 스테이디어
- 구글 태스크
- 구글 위치 역사
- Gmail 데이터
- 구글 지도 내 지도, 저장된 장소 및 리뷰
- 구글 프로필
- 안드로이드 장치 구성 서비스
- 구글 홈 앱
- Input Tools
- 구글 사이트
- 구글 보이스 청구 이력, 음성사서함 기록
- 구글 월렛
- 유튜브 동영상, 구독, 대화, 댓글, 플레이리스트, 히스토리, 라이브챗 메시지
- 구글 페이
- 검색 기여
- 연구를 위해 공유된 데이터
- 쇼핑 리스트
- 텍스트큐브
- 구글 홈
- 북마크
- 핸즈프리
- 스트리트 뷰